# Eurythemis (Tochter der Kleoboia)
Eurythemis (altgriechisch Εὐρύθεμις Eurýthemis) ist eine weibliche Person der griechischen Mythologie.
Sie ist die Tochter von Kleoboia und die Gemahlin des Thestios. Mit ihm hat sie die drei Töchter Althaia, Hypermestra und Leda und die vier Söhne Iphiklos, Euippos, Plexippos und Eurypylos.